# The Amazing Spider-Man and Captain America in Dr. Doom's Revenge!
The Amazing Spider-Man and Captain America in Doctor Doom's Revenge! (titolo nella schermata iniziale) o The Amazing Spider-Man and Captain America in Dr. Doom's Revenge! (titolo di copertina), spesso abbreviato in Dr. Doom's Revenge o simili anche sul materiale ufficiale, è un videogioco picchiaduro a incontri pubblicato nel 1989 per i computer Amiga, Amstrad CPC, Atari ST, Commodore 64, MS-DOS e ZX Spectrum dalla Paragon Software (sviluppatrice originale) in Nordamerica e dalla Empire Software in Europa.
Il giocatore controlla alternativamente l'Uomo Ragno e Capitan America contro molti altri personaggi dei fumetti Marvel Comics capeggiati dal Dottor Destino.

## Trama
Il Dottor Destino (Victor von Doom) ha sequestrato un missile nucleare statunitense e minaccia di lanciarlo contro New York per ricattare gli USA con richieste inaccettabili. Il governo americano si rivolge all'Uomo Ragno e a Capitan America per evitare la catastrofe. I due supereroi si introducono nella fortezza nemica per disattivare il missile. Dovranno affrontare le difese della fortezza, in particolare molti supercattivi che sono al servizio di Destino, tra cui Batroc, Machete, Eduardo Lobo, Electro e Rhino.
L'antefatto è narrato anche in un fumetto di 16 pagine in inglese che era allegato alle edizioni originali, scritto da Danny Fingeroth, disegnato da Rich Buckler e con Tom DeFalco come caporedattore.

## Modalità di gioco
Dr. Doom's Revenge consiste in una serie di combattimenti picchiaduro uno contro uno, in una schermata fissa con vista bidimensionale di lato e fondali variabili, contro uno dei supercattivi Marvel (il manuale ne descrive 11) o contro uno dei generici robot al servizio del Dottor Destino. In ogni combattimento il giocatore controlla, in un'alternanza predefinita dal computer, l'Uomo Ragno oppure Capitan America, dotati di abilità differenti. Ogni cattivo affrontato ha proprie peculiarità, ma le meccaniche del combattimento cambiano poco.
Ai picchiaduro si alternano alcuni altri livelli ambientati in caverne o corridoi dove il personaggio non ha nemici da colpire, ma deve schivare fiamme, pipistrelli e altre insidie che attraversano lo schermo. Questi livelli sono dotati di scorrimento orizzontale solo su Amiga e Atari ST, mentre su Amstrad CPC e ZX Spectrum sembrano essere assenti del tutto.
Nelle fasi picchiaduro il giocatore ha a disposizione un'ampia varietà di mosse, che variano in base alla direzione dei controlli e all'unico pulsante/tasto di fuoco, a quale dei due personaggi si utilizza, e alla distanza a cui si trova al momento l'avversario: corto, medio o lungo raggio. Le uniche mosse sempre utilizzabili da entrambi i personaggi sono lo spostamento a destra e sinistra, il salto, il tuffo, e il cambio di verso in cui è rivolto (destra o sinistra). Ogni personaggio dispone poi di altre due mosse fisse e di tre diversi attacchi per ognuna delle tre distanze dall'avversario.
In particolare l'Uomo Ragno può sparare in vari modi le ragnatele, ma ha una barra dell'energia delle ragnatele che si consuma ed è unica e non ricaricabile per tutta la partita. Capitan America può fare vari attacchi, anche da lancio, con lo scudo.
In ogni scontro il personaggio e il nemico hanno una barra dell'energia vitale il cui esaurimento determina il proseguimento della partita o il game over.
Tra le fasi di gioco ci sono intermezzi sotto forma di singole pagine di fumetti. Nuvolette e didascalie sono in inglese, ma sotto la schermata può scorrere la traduzione nella lingua precedentemente selezionata tra varie possibili, tra cui l'italiano (almeno nelle versioni Commodore 64, Amiga e MS-DOS).
È possibile salvare la partita durante gli intermezzi, in base a un codice segreto che può essere richiesto e poi ridigitato per ricominciare da quel punto. Questa funzione è disponibile solo su Amiga, Atari ST, MS-DOS e Commodore 64 solo in versione disco.
A inizio partita si può scegliere tra tre livelli di difficoltà.

## Accoglienza
Dr. Doom's Revenge non fu un successo di critica in nessuna delle versioni; i giudizi della stampa di settore furono fortemente variabili, con media intorno alla sufficienza o anche meno. Qualche rivista assegnò anche voti molto negativi, mentre sono rari i giudizi molto positivi, tra i quali quello dell'italiana Super Commodore che lo nominò miglior gioco per Commodore 64 del 1989 nella categoria "arcade".
Spesso il gioco veniva apprezzato dal punto di vista della grafica e della bella presentazione, ma molto meno sulla giocabilità e sulla fluidità dell'azione. Zzap! faceva notare anche che la versione su cassetta richiedeva caricamenti decisamente troppo lunghi e frequenti.